# Maria Sødahl
Maria Sødahl (31 de diciembre de 1965) es una directora de cine y guionista noruega conocida por su película de renombre internacional Hope (2019) y Limbo (2010). La primera le valió la nominación al Premio de Cine Europeo a la Mejor Directora en 2020.

## Biografía
Maria Sødahl completó sus estudios de dirección cinematográfica en la Escuela de Cine Danesa de Copenhague en 1993. Posteriormente realizó varios cortometrajes y documentales.
Hizo su debut cinematográfico como directora y guionista en 2010 con la coproducción escandinava Limbo. El drama sobre una esposa y madre noruega (representada por Line Verndal), que llega a un punto crítico durante el traslado con sus hijos a Trinidad donde trabaja su marido como ingeniero petrolífero. La película fue un éxito tanto a nivel internacional como en su Noruega natal. Sødahl fue galardonada con el premio a la dirección del Festival Mundial de Cine de Montreal y en Noruega en 2011 siguió cinco premios cinematográficos noruegos (Amanda), así como los premios en el Festival Internacional de Cine Kosmorama de Trondheim en dirección y en guion original.
Sødahl logró superar este éxito con su segundo drama autobiográfico Hope (2019). La película sobre una paciente con cáncer (interpretada por Andrea Bræin Hovig) se inspiró en la suya propia, como una enfermedad de tumor cerebral diagnosticada como incurable. La coproducción noruego-sueca con Stellan Skarsgård en el papel principal masculino se realizó en el Festival Internacional de Cine de Toronto en 2019. Hope ganó dos premios Amanda, recibió dos nominaciones al Premio de Cine Europeo para su directora Sødahl y la actriz principal Hovik. Ese mismo año, la película de Sødahl fue seleccionada como la contribución noruega para la categoría mejor película internacional en los Premios Óscar 2021.

## Filmografía
- 1995: Amor y odio - Historias europeas 1: Sara
- 2000: Los 7 pecados capitales
- 2010: Limbo
- 2019: Hope
- 2025: Paradis,[5]

Cortometrajes
- 1989: La vida es dura y luego mueres
- 1993: Bulldozer
- 2000: Paz

## Vida personal
Sødahl está casada con el director de cine Hans Petter Moland, con quien tiene tres hijos.

## Premios
- 1995: Premio especial del jurado del Festival Clermont-Ferrand Court-Métrage for Love & Hate - European Stories 1: Sara
- 2010: Premio al Director del Festival Mundial de Cine de Montreal por Limbo
- 2011: Premios Cannon al Limbo (Mejor director, Mejor guion original)
- 2020: Berlinale - Premio del sello Europa Cinemas for Hope
- 2000  Nominada al Premio de Cine Europeo al Mejor Director